# 光束夜
光束夜（Kousokuya）は、日本のダーク・サイケデリック・ロック・バンド。ギタリストの金子寿徳によって1970年代後半に結成されたが、海外ではたった数枚のレコードしかリリースしておらず、地元である東京のアンダーグラウンド・シーンでもほとんどリリースされていない。
金子は、2007年1月24日に亡くなった。

## メンバー
最初のアルバムを録音し、後年再結成されたクラシック・トリオのラインナップは次のとおり:
- 金子寿徳 - ギター、ボーカル
- 高橋幾郎 - ドラム ※元ハイ・ライズ、不失者
- ミック - ベース、ボーカル

### 旧メンバー
- 横山宏 - シンセサイザー (1978年-1979年)
- 渡辺敏子 - ドラム (1979年)
- 南條麻人 - ベース (1982年-1983年)
- 成田宗弘 - ドラム (1982年-1983年)
- 石黒篤 - ドラム (1983年–1984年)
- 高橋育朗  -ドラム (1989年–1990年)
- 長尾ひばり - ドラム (1994年-1997年)
- エミリー - ベース
- Sachiko - ボーカル、シンセサイザー、ベース (1995年-2003年)
- 松橋道信 - ドラム (2000年-)

## ディスコグラフィ

### アルバム
- 『光束夜』 - Kousokuya (1991年、Ray Night Music) ※LP。後に『1st』としてCD再発
- 『Ray Night 1991→1992 Live』 - Ray Night 1991-1992 Live (1995年、Forced Exposure)
- 『The Dark Spot』 - The Dark Spot (1997年、PSF) ※with 浦邊雅祥
- 『LIVE 逆流虚空』 - Live Gyakuryu Kokuu (2004年、PSF)
- 『ファースト・ライブ1979吉祥寺マイナー』 - First Live 1979 Kichijoji Minor (2006年、PSF)
- 『ECHOES FROM DEEP UNDERGROUND』 - Echoes From Deep Underground (2007年、Archive)
- 『RAY NIGHT 2006.10.18』 - Ray Night 2006.10.18 (2007年、Ray Night Music)

### 参加コンピレーション・アルバム
- 『Heaven Tapes』 (1979年、Heaven) ※カセット
- 『Tokyo Flashback』 (1991年、PSF)
- 『Tokyo Flashback 2』 (1992年、PSF)